# Kozubów (Pińczów)
Kozubów ist eine Ortschaft mit einem Schulzenamt der Stadt-und-Land-Gemeinde Pińczów im Powiat Pińczowski der Woiwodschaft Heiligkreuz in Polen.

## Geschichte
Es wurde vermutet, dass der ursprüngliche Name von Kozubów Łysobark war. Dieser Name war der einzige solche polnisch-deutsche Hybridname in Kleinpolen: aus dem polnischen Adjektiv łysy (kahl) oder lisi (Fuchs-) und dem ostmitteldeutschen Suffix -barg (> -berg). Er wurde im Jahr 1224 als de Lisobarga erstmals urkundlich erwähnt, später tauchten die Erwähnungen auf: de Lissobragk (1379), z Lissobargu (1398), Lissobark (1489), Lyszobargk (1491), Lyssobark bzw. Lyshobarg (1529) und Kuzuboff Lissobark (1579).
Die Ortschaft gehörte der Pfarrei in Chroberz (einige Kilometer südöstlich von Kozubów), in den Gütern von Mierzawa in der Woiwodschaft Sandomir.
Der Name Kozubów wurde im Jahr 1423 als de Cossubow erstmals erwähnt. Der besitzanzeigende Ortsname ist vom Personennamen Kozub abgeleitet. Die stärkste Verbindung zu Łysobark ist die Erwähnung aus dem Jahr 1579 als Kuzuboff Lissobark, gleichzeitig die letzte urkundliche Benennung von Łysobark.
1794 kam es in Kozubów zu der ersten Schlacht des Kościuszko-Aufstands. In der Dritten Teilung Polens wurde Kozubów 1795 mit Westgalizien an das Königreich Galizien und Lodomerien des habsburgischen Kaiserreichs angeschlossen. 1809 kam es ins Herzogtum Warschau und 1815 ins neu entstandene russisch beherrschte Kongresspolen. 1827 gab es dort 46 Häuser mit 290 Einwohnern.
Nach dem Ende des Ersten Weltkriegs kam Kozubów zu Polen. Im Zweiten Weltkrieg gehörte es zum Distrikt Radom im Generalgouvernement. 1943 gab es in Kozubów eine Schlacht zwischen der Gwardia Ludowa und der Wehrmacht. Von 1975 bis 1998 gehörte Kozubów zur Woiwodschaft Kielce.